# Olga Mizguiriova
Olga Fomínichna Mizguireva (en ruso: Ольга Фоминична Мизгирёва, 1908 - 2000 ) fue una botánica y exploradora rusa, que desarrolló actividades académicas en el Departamento de Botánica, en la Universidad de San Petersburgo. Realizó importantes expediciones botánicas al Kopet Dag, en la actual Turkmenistán.

## Algunas publicaciones

### Libros
- 1963. Katalog sortov subtropicheskikh, plodovykh kulʹtur i vinograda v kollekt︠s︡ii Turkmenskoĭ opytnoĭ stant︠s︡ii VIR. Editor Vses. ordena Lenina akademii︠a︡ s.-kh. nauk im. V.I. Lenina, 283 pp.

- La abreviatura «Mizg.» se emplea para indicar a Olga Mizguiriova como autoridad en la descripción y clasificación científica de los vegetales.[2]